# Tournefortia cordifolia
Tournefortia cordifolia là loài thực vật có hoa trong họ Mồ hôi. Loài này được André miêu tả khoa học đầu tiên năm 1887.